# Лєсна Наталя Совєтівна
Лєсна Наталя Совєтівна (19 липня 1951, Харків, СРСР) — український фахівець у галузі інтелектуального аналізу даних, академік Академії наук прикладної радіоелектроніки, кандидат технічних наук, професор.

## Наукова діяльність
У 1973 році закінчила Харківський інститут радіоелектроніки за спеціальністю «Електронні прилади».
У 1980 році закінчила аспірантуру Московського інституту сталі і сплавів, захистивши у 1981 році дисертацію і отримавши науковий ступінь кандидата технічних наук за спеціальністю «Автоматизовані системи переробки інформації та управління в чорній металургії».
Упродовж 1981–2003 років пройшла шлях асистента, старшого викладача на кафедрі обчислювальної техніки Харківського інституту радіоелектроніки, звідки була переведена на кафедру програмного забезпечення ЕОМ, де обіймала посади доцента і професора. Водночас протягом 1995–1999 рр. була заступником декана з навчально-методичної роботи факультету комп’ютерних наук, а з 1999 по 2003 рік — начальником навчально-методичного управління університету. У 1990 році присвоєно вчене звання доцента кафедри програмного забезпечення електронно-обчислювальних машин, а у 2006 році - професора цієї ж кафедри.
У 1999 році Наталя Совєтівна Лєсна стала членом вченої ради університету, в 2004 — головою секції «Проблеми та нові технології освіти, виховання і гуманізації навчання» науково-методичної ради університету, а у 2005 р. - увійшла до фахової комісії з науково-методичного забезпечення при Координаційній раді МОН України з питань дистанційної освіти.
У 2003 році призначена проректором із навчально-методичної роботи, а у 2004 році — проректором із науково-педагогічної роботи. З вересня 2013 по лютий 2014 року та з серпня 2015 по листопад 2015 року виконувала обов’язки ректора ХНУРЕ.
У 2016 році отримала вчене звання професора кафедри програмної інженерії ХНУРЕ.
Протягом 1999–2001 рр. брала участь у міжнародному проекті «Розробка нової схеми дипломування магістрантів» за програмою Європейської комісії «TEMPUS». У 2007–2008 навчальному році була координатором міжнародного проекту «Новітня інформаційна технологія забезпечення прозорості акредитації університетів», а в 2011 році призначена координатором міжнародного проекту «Національна система забезпечення якості і взаємної довіри в системі вищої освіти» програми Європейської комісії «TEMPUS».
Напрямок наукової діяльності – інтелектуальний аналіз даних. Має понад 120 друкованих праць, із яких 80 наукового та 40 навчально-методичного характеру. Є автором навчальних посібників «Дослідження ймовірних процесів із використання пакетів прикладних програм» (1999), «Багатовимірний аналіз статистичних даних» (2004), «Здійснення процедур акредитації, ліцензування та рейтингування вищих навчальних закладів України з використанням онтологічного підходу» (2008). Підготувала шістьох кандидатів технічних наук.

## Відзнаки та нагороди
- Нагрудний знак «Відмінник освіти України» (1999)
- Почесна грамота Верховної Ради України «За заслуги перед українським народом» (2005)
- Почесне звання «Заслужений працівник освіти України» (2013)